# Maximilian Wengler
Maximilian Wengler (ur. 14 stycznia 1890 w Roßwein, zm. 25 kwietnia 1945 niedaleko Pillau-Neutief) – niemiecki oficer w stopniu generała majora. Służył podczas II wojny światowej, za swoją służbę został odznaczony Krzyżem Rycerskim Krzyża Żelaznego z Liśćmi Dębu i Mieczami.

## Odznaczenia
- Srebrna Odznaka za Rany
- Srebrna Odznaka Szturmowa Piechoty
- Brązowa Odznaka za Walkę Wręcz
- Krzyż Żelazny z Okuciem Ponownego Nadania
  - II klasy
  - I klasy
- Krzyż Rycerski Krzyża Żelaznego z Liśćmi Dębu i Mieczami
  - Krzyż Rycerski (6 października 1942)
  - 404. Liście Dębu (22 lutego 1944)
  - 123. Miecze (21 stycznia 1945)